# Adanaca Brown
Adanaca Brown (sinh ngày 23 tháng 10 năm 1993) là một vận động viên chạy vượt rào đến từ Bahamas. Cô đã tham gia cuộc thi vượt rào 100 mét tại Giải vô địch thế giới 2015 ở Bắc Kinh mà không đủ điều kiện cho vòng bán kết.
Thành tích tốt nhất của cô ấy trong các chướng ngại vật 100 mét là 13,00 giây (-0,1 m/s) đặt tại Nassau vào năm 2015. Với kết quả đó, cô là người đồng giữ kỷ lục quốc gia.

## Thành tích giải đấu
| Năm                      | Giải đấu                 | Địa điểm                 | Thứ hạng                 | Nội dung                 | Chú thích                |
| Representing the Bahamas | Representing the Bahamas | Representing the Bahamas | Representing the Bahamas | Representing the Bahamas | Representing the Bahamas |
| ------------------------ | ------------------------ | ------------------------ | ------------------------ | ------------------------ | ------------------------ |
| 2015                     | Pan American Games       | Toronto, Ontario, Canada | 12th (h)                 | 100 m hurdles            | 13.18 (w)                |
| 2015                     | Pan American Games       | Toronto, Ontario, Canada | 7th                      | 4 × 100 m relay          | 44.38                    |
| 2015                     | NACAC Championships      | San José, Costa Rica     | 14th (h)                 | 100 m hurdles            | 14.04 (w)                |
| 2015                     | NACAC Championships      | San José, Costa Rica     | 4th                      | 4 × 100 m relay          | 44.28                    |
| 2015                     | World Championships      | Beijing, China           | 34th (h)                 | 100 m hurdles            | 13.74                    |